# Ahová lépek, szörny terem
Az Ahová lépek, szörny terem (eredeti cím: Tremors) 1990-ben bemutatott amerikai horror-filmvígjáték, melyet Ron Underwood rendezett. A főbb szerepekben Kevin Bacon, Fred Ward, Finn Carter, Michael Gross és Reba McEntire látható.
A filmnek három folytatása készült: Tremors 2. – Ahová lépek, ismét szörny terem, Tremors 3. – Visszatérés Perfection Valleybe, Tremors 4. – A legenda megszületik, Tremors 5 (2015). A negyedik rész után sorozatot készítettek belőle, Tremors (televíziós sorozat) címmel.

## Rövid történet
Egy nevadai sivatagi kisváros lakóinak gigászi méretű és vérszomjas, gilisztaszerű lényekkel kell szembeszállniuk.

## Szereplők
| Szerep          | Színész            | Magyar hang        | Magyar hang        |
| Szerep          | Színész            | 1. változat (1990) | 2. változat (2010) |
| --------------- | ------------------ | ------------------ | ------------------ |
| Valentine McKee | Kevin Bacon        | Rátóti Zoltán      | Szabó Máté         |
| Earl Bassett    | Fred Ward          | Dózsa László       | Kőszegi Ákos       |
| Rhonda LeBeck   | Finn Carter        | Vándor Éva         | Horváth Lili       |
| Burt Gummer     | Michael Gross      | Ujlaki Dénes       | Rosta Sándor       |
| Heather Gummer  | Reba McEntire      | Andai Györgyi      | Farkasinszky Edit  |
| Melvin Plug     | Robert Jayne       | Bartucz Attila     | Előd Botond        |
| Miguel          | Tony Genaro        | Csikos Gábor       | N/A                |
| Nancy Sterngood | Charlotte Stewart  | Császár Angela     | Rudolf Teréz       |
| Mindy Sterngood | Ariana Richards    | Vadász Bea         | N/A                |
| Nestor          | Richard Marcus     | Maros Gábor        | Galbenisz Tomasz   |
| Walter Chang    | Victor Wong        | Rátonyi Róbert     | Rudas István       |
| Edgar           | Sunshine Parker    | nem szólal meg     | nem szólal meg     |
| Öreg Fred       | Michael Dan Wagner | nem szólal meg     | nem szólal meg     |
| Dr. Jim         | Conrad Bachmann    | Makay Sándor       | Melis Gábor        |
| Megan           | Bibi Besch         | Csűrös Karola      | Bessenyei Emma     |

## Díjak, jelölések
| Év   | Díj                | Kategória                        | Jelölt                       | Eredmény |
| ---- | ------------------ | -------------------------------- | ---------------------------- | -------- |
| 1991 | Szaturnusz-díj     | Legjobb sci-fi film              |                              | Jelölve  |
| 1991 | Szaturnusz-díj     | Legjobb speciális effektus       | Tom Woodruff Jr. Alec Gillis | Jelölve  |
| 1991 | Szaturnusz-díj     | Legjobb női mellékszereplő       | Finn Carter                  | Jelölve  |
| 1991 | Szaturnusz-díj     | Legjobb női mellékszereplő       | Reba McEntire                | Jelölve  |
| 1991 | Young Artist Award | Legjobb fiatal színésznő filmben | Ariana Richards              | Jelölve  |

## Filmzene
1. Fahrenheit – You Are the One
2. Tanya Tucker – It's a Cowboy Lovin' Night
3. Bobby Bare – Drop Kick Me Jesus
4. Tom Russell Band – Heart of a Working Man
5. Reba McEntire – Why Not Tonight